# Politički komesar
Politički komesar je osoba zadužena za moral i „pravilno“ političko usmjerenje vojnika u jednoj vojnoj postrojbi. On nije vojni časnik iako je obavezno prisutan na svakom sastanku stožera postrojbe.
Pred početak invazije na Sovjetski Savez, Hitler je izdao „Komesarsku naredbu“, po kojemu se od njemačkih snaga zahtijevalo političke komesare ne tretirati kao ratne zarobljenike, već ih na licu mjesta ubijati. Komesarska naredba ukinuta je godinu dana kasnije, 6. svibnja 1942., jer je bila kontraproduktivna za Nijemce. Kad se za ovo saznalo u Crvenoj armiji, učinak je bio takav da je predaja odgađana i borbe nastavljane čak i u bezizlaznim situacijama. 
Pandan političkoga komesara u radnim organizacijama bili su personalci.

## Povijest
Politički ili vojni komesari javljaju se prvi put u Francuskoj 1792. godine, a zadatak im je bio učvrršćivanje vojne organizacije Republike i osiguravanje od pripadnika svrgnutoga monarhističkoga sustava. Imali su razmjerno velike ovlasti, čak i za smjenu ili uhićenje zapovjednika koji se nisu pridržavali odgovarajućih propisa. Komesari se javljaju i tijekom Pariške komune 1871. godine. 
U travnju 1918. godine, na zahtjev Vladimira Iljiča Lenjina, utemeljena je funkcija vojnih komesara u Radničko-seljačkoj crvenoj armiji. Pored „političko-obrazovnog rada” i održavanja veza sa narodom vojni komesari nadzirali su rad vojnih stručnjaka, preuzetih od carske vojske. Ocjenjujući ulogu vojnih komesara u Crvenoj armiji, Lenjin je rekao: „Bez vojnih komesara ne bismo imali Crvenu armiju“. Poslije učvršćenja sovjetske vlasti, 1925. godine ukinuta je funkcija vojnih komesara, a njihovu ulogu preuzeli su dozapovjednici za politički rad. Neposredno pred Drugi svjetski rat, 10. svibnja 1939. godine, u postrojbama Crvene armije ponovo su uvedeni vojni komesari počevši od bataljuna pa naviše. Nakon sovjetsko-finskoga rata, 12. kolovozaa 1941. godine, Josif Staljin ukinuo je institut vojnih komesara, ali ih je poslije napada Njemačke na Sovjetski Savez, Vrhovni sovjet SSSR-a, 16. srpnja 1941. godine, ponovno uveo. Kada je Crvena armija sredila i učvrstila svoje redove, funkcija vojnih komesara ponovo je ukinuta 9. listopada 1942. godine. 
Komesari su postojali i u mađarskoj Crvenoj armiji tijekom  socijalističke revolucije 1919. godine, tijekom kineske revolucije, kao i u španjolskoj republikanskoj vojsci. Tijekom Drugoga svjetskoga rata funkcije komesara uvedene su u postrojbama NOV-a Jugoslavije i NOV-a Albanije, u bugarskim i talijanskim partizanskim postrojbama, a kasnije među republikancima tijekom Grčkoga građanskog rata, sjevernokorejskom vojskom u Korejskom ratu i Alžiru tijekom rata za nezavisnost.

## Politički komesari u NOV-u Jugoslavije
Odluka o uvođenju funkcije političkih komesara u štabovima partizanskih postrojbi donesena je kada i odluka o podizanju ustanka, 4. srpnja 1941. godine. 
U Biltenu Glavnoga štaba Narodnooslobodilačkih partizanskih odreda Jugoslavije 10. kolovoza 1941. godine, pod točkom 15. kaže se da je potrebno „da se štabovi i komandiri partizanskih odreda pobrinu za proverene i dobre komandire i političke komesare koji treba da stanu na čelo tih pobunjenih masa, da štabovi i komesari moraju budno pratiti da neprijatelj ne ubaci u partizanske odrede svoje provokatore i špijune“.
Na savjetovanju u Stolicama, u rujnu 1941. godine utvrđena je struktura i organizacija Glavnih štabova, Štabova partizanskih odreda i nižih zapovjedništava. Funkcija političkih komesara tada je uvedena kao obavezna od Glavnog štaba do Štaba odreda, bataljuna i čete. Uvođenjem funkcije političkih komesara u organizaciji Štabova, u izvjesnom smislu je prihvaćeno skupno rukovodstvo, tako da su štabovi bili sastavljeni uglavnom od četiri osobe: zapovjednika, političkoga komesara,  dozapovjednika i pomoćnika političkoga komesara. 
Politički komesari i njihovi pomoćnici sve do 24. travnja 1944. godine nisu imali časničke činove. Tada je Vrhovni štab NOV i POJ izdao Uredbu o zvanjima političkih komesara i njihovih pomoćnika, koji su dobili odgovarajuće rangove ravne činovima zapovjednika i njihovih zamjenika.
Funkcija političkih komesara zadržana je u organizaciji Jugoslavenske armije i poslije završetaka Drugog svjetskog rata, sve do 1. lipnja 1953. godine, kada je ukinuta naredbom Vrhovnog zapovjednika JNA maršala Josipa Broza Tita.

## Poveznice
- Komesarska naredba